# Wschodni Żelazny Szczyt
Wschodni Żelazny Szczyt (słow. Východný Železný štít, niem. Östliche Eisernetorspitze, węg. Keleti-Vaskapu-csúcs, 2337 m) – szczyt w głównej grani słowackich Tatr Wysokich. Od masywu Śnieżnych Kop (dokładnie od Hrubej Śnieżnej Kopy) oddzielają go Wschodnie Żelazne Wrota, natomiast od Zmarzłego Szczytu głęboko wcięta Rumiska Przełączka. Najokazalej jego wierzchołek prezentuje się z sąsiadującej Hrubej Śnieżnej Kopy – kształtem swym przypomina smukłą iglicę. Do Wschodnich Żelaznych Wrót opada urwistym uskokiem o wysokości około 80 m.
Nazwa tego szczytu przeszła ewolucję, którą Władysław Cywiński opisuje jako „zdroworozsądkową” (im krótsza, tym lepsza). Dawniej nazywano go Południowo-Wschodnim Szczytem Żelaznych Wrót, później Wschodnim Szczytem Żelaznych Wrót, obecnie Wschodnim Żelaznym Szczytem.

## Historia
Pierwsze wejścia turystyczne:
- Stanisław Krygowski, Jan Bachleda Tajber i Franciszek Leśniak, 10 sierpnia 1904 r. – letnie
- Lajos Horn i Ernő Kátai, 22 marca 1913 r. – zimowe[3].

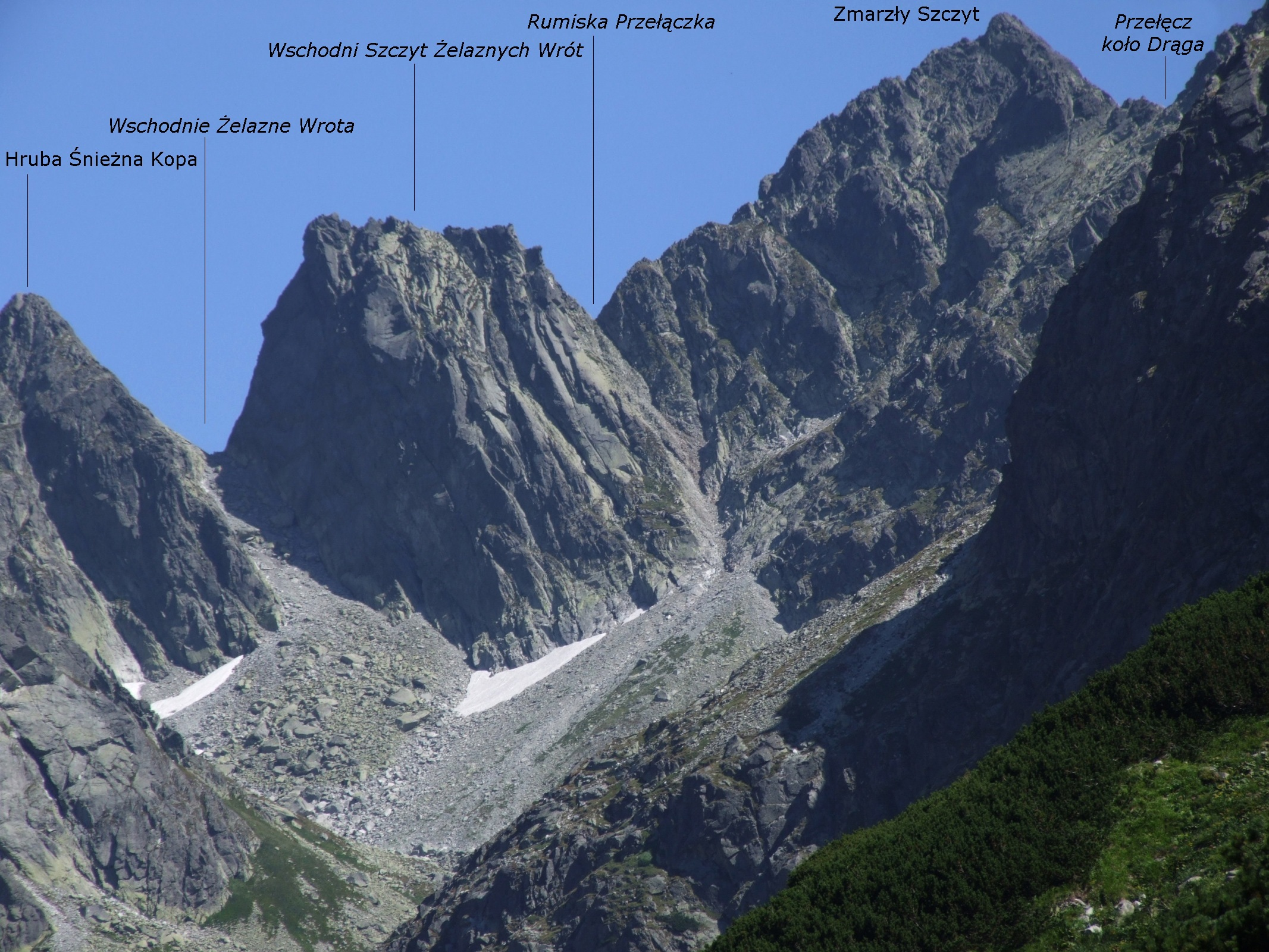
Widok od południowej strony
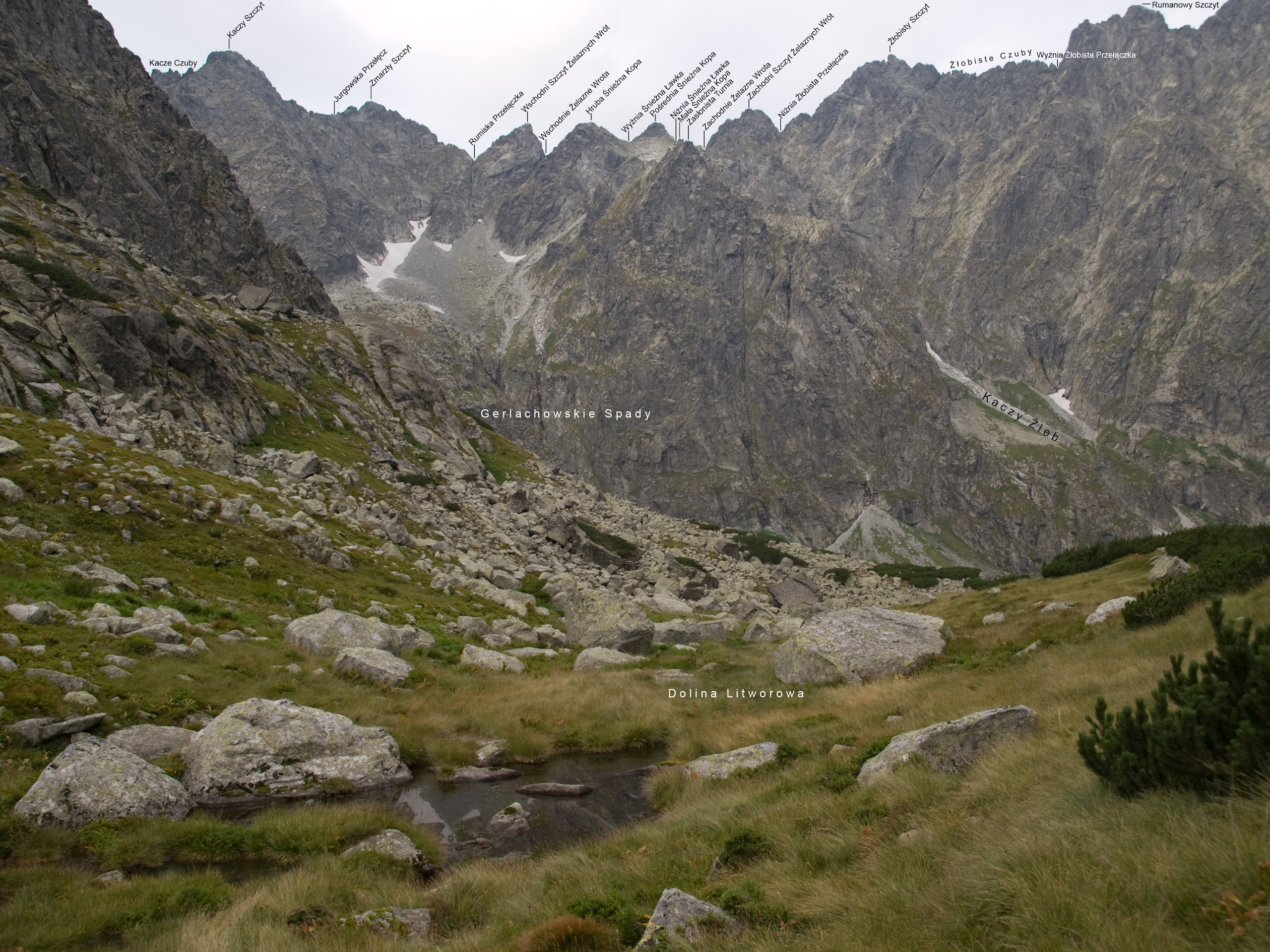
Wschodni Szczyt Żelaznych Wrót (wśród podpisanych formacji)